# Thores Trio
Thores Trio var en musikgrupp från Båtskärsnäs i Norrbotten, som bildades 1933 under namnet Thor-Allans band, och bestod av de tre bröderna Tore Allan Nilsson på dragspel och fiol, Gösta på saxofon och mandolin samt Eskil på trummor, 1936 bytte bandet namn till Thores Trio, och istället för Gösta och Eskil, tillkom systern Nanna Helin på gitarr och sång. Stig Vikström spelade bas några år och 1945 tillkom Nannas blivande man Erik Helin på bas. Repertoaren har bestått främst av foxtrot, tango, hambo, schottis med mera, ofta med ett klart politiskt budskap i texterna. De vann därigenom uppskattning inom den progressiva musikrörelsen, vilket ledde till att de 1981 i samarbete med Tomas Forssell  kunde ge ut en LP-skiva som hette Thores Trio. Medlemmarna deklarerade öppet att de var kommunister.
De spelade ofta i Båtskärsnäs Folkets Hus, och även med Baskeriamatörerna, som var byns egen revy. De spelade runt om i hela Sverige, och hade turnéer. Några andra platser som de återkommande spelade på var i Nikkala-, Koskullskulle- och Seskarö Folkets Hus.  
När Thore avled år 1996 var det slut med bandet, men makarna Nanna och Erik Helin fortsatte spela för egen del så länge de båda levde.   

## Thores Trio i nutid
I Folkets hus i Båtskärsnäs finns en utställning om gruppen. I januari 2021 återutgav Tomas Forssell inspelningen från 1981 på CD med förbättrat ljud.